# The Tripwire Session: Live in Chicago
The Tripwire Session: Live in Chicago é o segundo EP ao vivo da banda de rock alternativo de Los Angeles, Silversun Pickups, lançado em 2007.
Este é um disco bônus edição limitada raro que só esta disponível em lojas de discos independentes.

## Faixas
Todas as faixas escritas e compostas por Silversun Pickups. 
| N.º | Título                                | Duração |  |
| 1.  | "Future Foe Scenarios" (Ao Vivo)      | 5:07    |  |
| 2.  | "Well Thought Out Twinkles" (Ao Vivo) | 3:52    |  |
| 3.  | "Comback Kid" (Ao Vivo)               | 3:59    |  |
| 4.  | "Dream At Tempo 119" (Ao Vivo)        | 4:25    |  |

## Formação
- Brian Aubert → Guitarra, Vocal
- Nikki Monninger → Baixo, Vocal
- Christopher Guanlao → Bateria
- Joe Lester → teclado, Sample, Sound Manipulation